# جامعة التراث الأهلية
جامعة التراث تعد أول كلية خاصة في العراق حيث تأسست عام 1988م، وتقع الجامعة في منطقة المنصور في بغداد شارع النقابات - خلف مستشفى الهلال الاحمر في جانب الكرخ من بغداد.

## تأسيس الجامعة
أسست جامعة التراث في شهر كانون الثاني من عام 1998، وكانت أول مؤسسة تعليمية غير حكومية في العراق في حينها.

## كليات الجامعة
- كلية الصيدلة
- كلية طب الأسنان
- كلية التمريض
- كلية القانون
- كلية الإعلام
- كلية التقنيات الصحية والطبية
- الكلية التقنية الهندسية
- كلية الهندسة
- كلية العلوم
- كلية الإدارة والاقتصاد
- كلية الفنون
- كلية الآداب
- كلية التربية
- كلية التربية البدنية وعلوم الرياضة

## معرض الصور

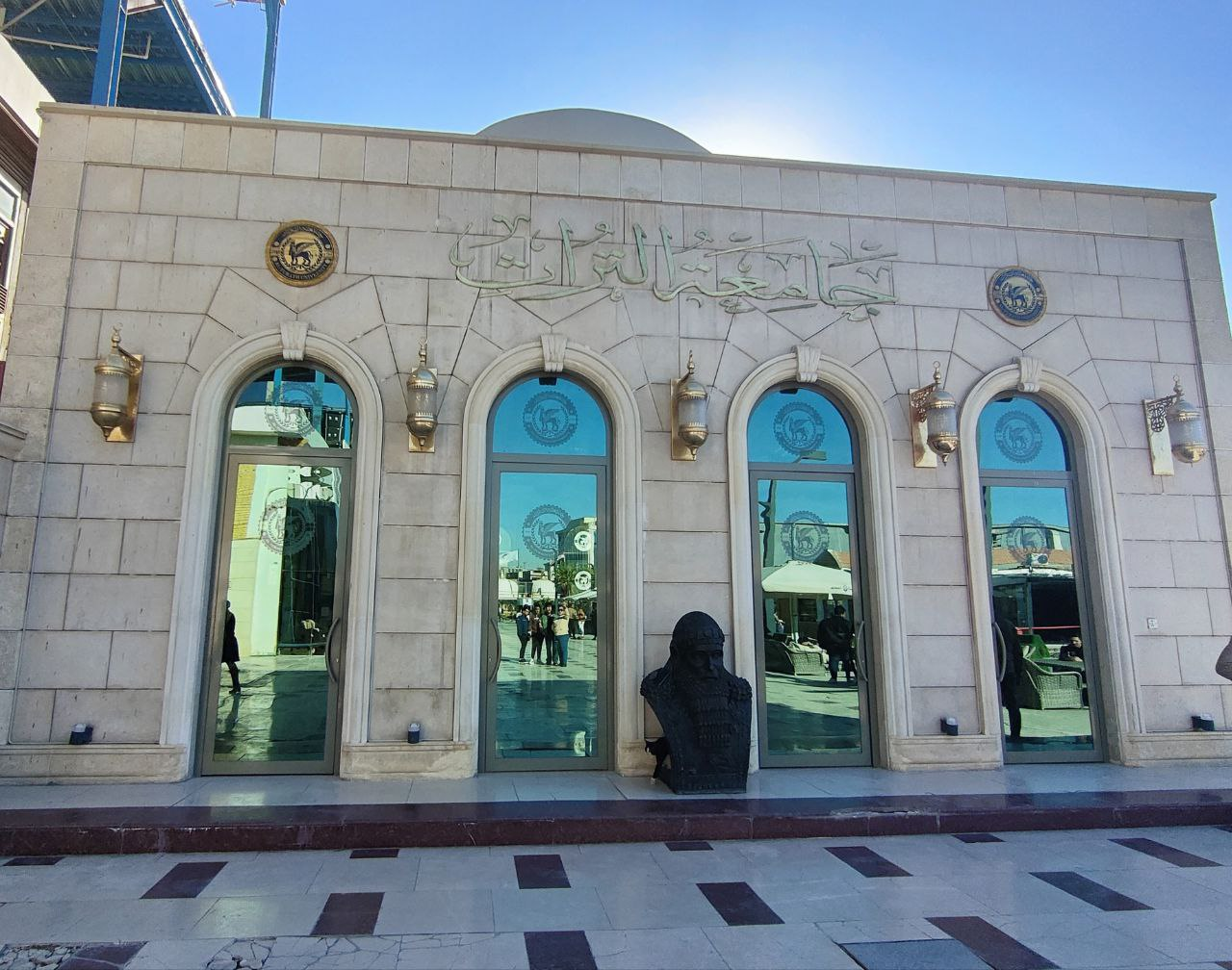
جامعة التراث
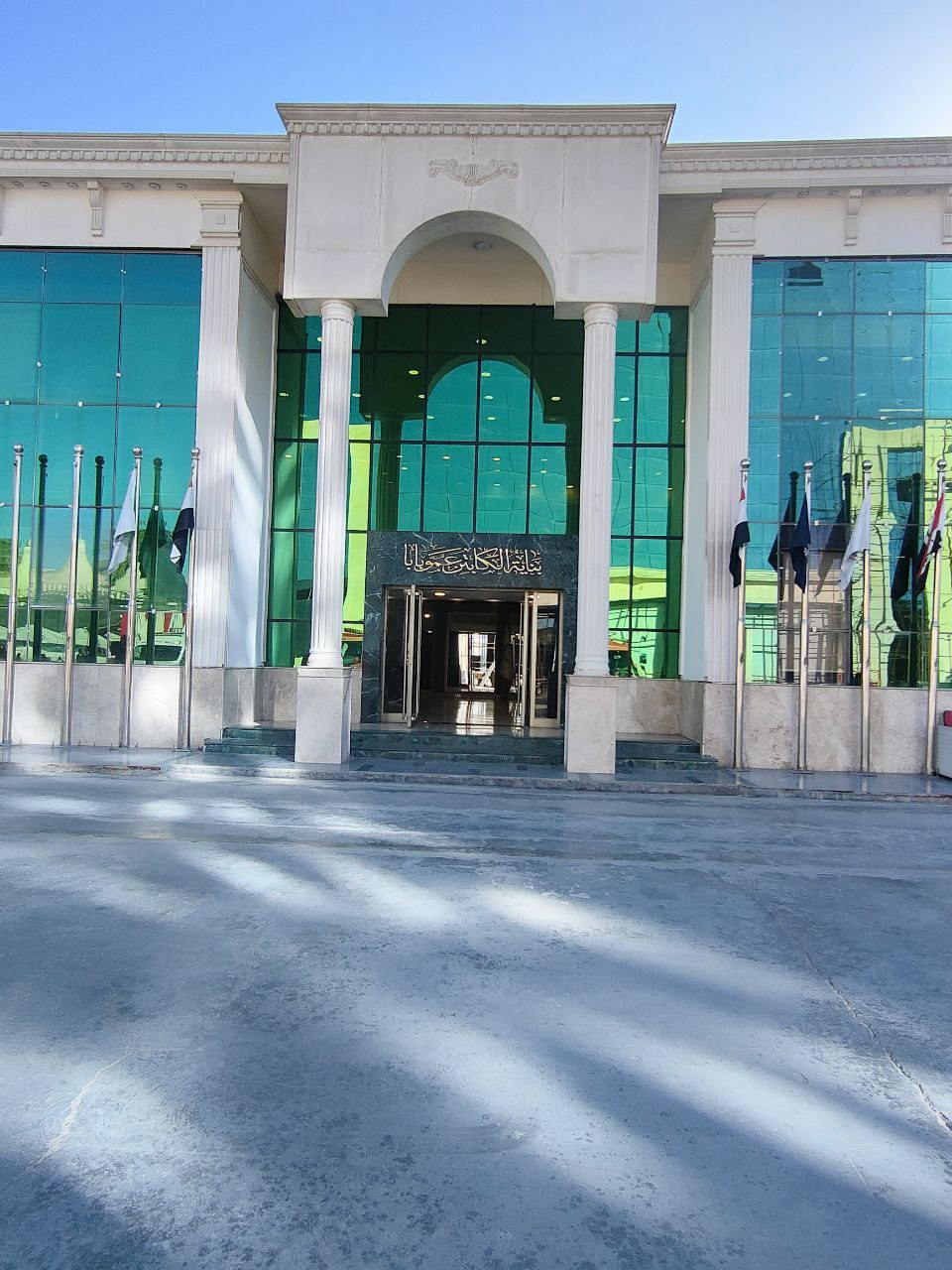
بناية الكابتن عمو بابا
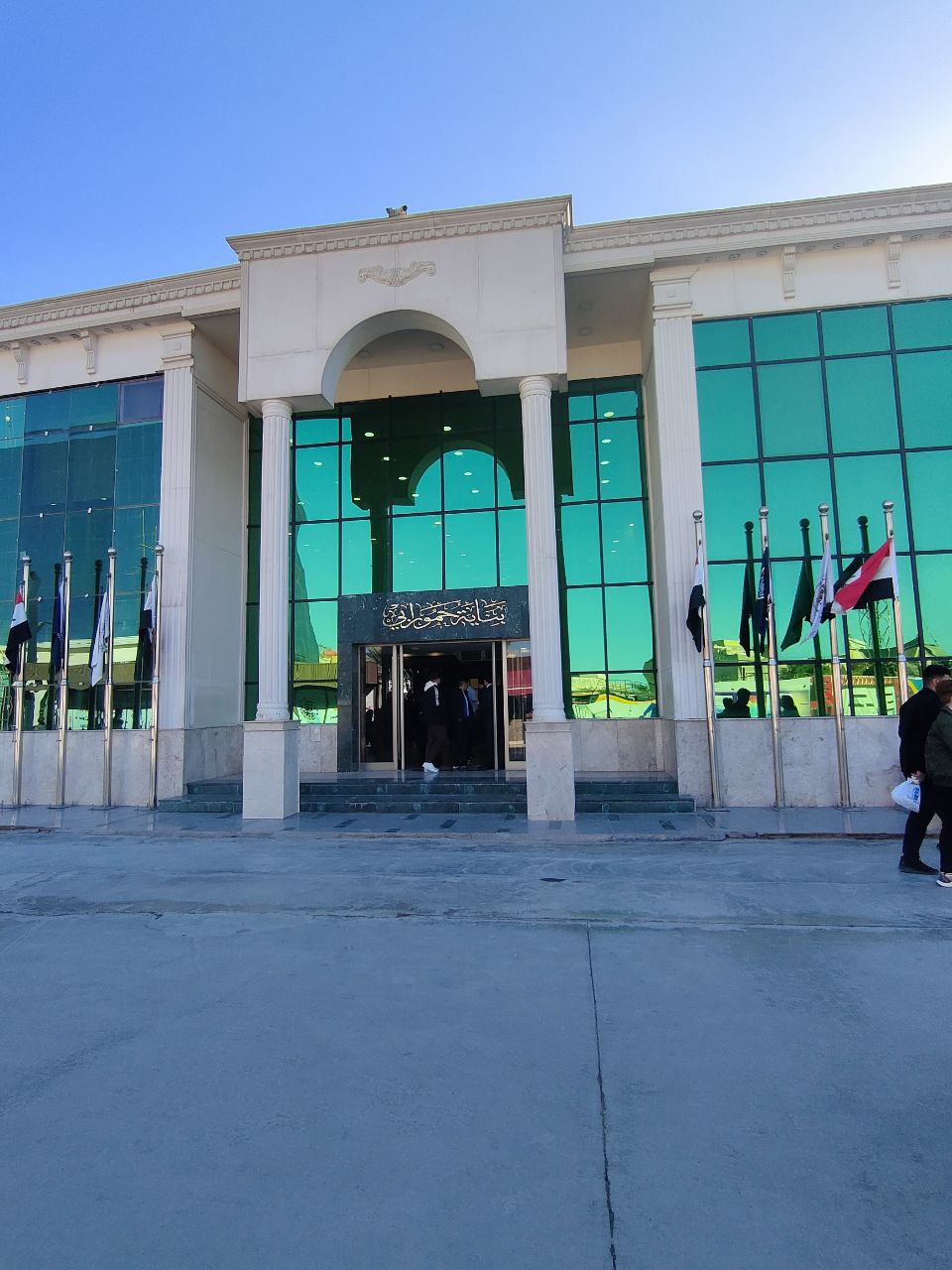
بناية حمورابي